# Национальный музей Брукенталя
Национальный музей Брукенталя (рум. Muzeul Naţional Brukenthal) — комплекс шести музеев, находящийся в Сибиу в Румынии. Основой музейного комплекса служит собрание европейской живописи, собранное Самуэлем фон Брукенталем, губернатором Трансильвании в 1774—1787 годах, и в 1817 году открывшееся для публичного посещения. В настоящее время музея состоит из Художественной галереи Брукенталя (с выделенными экспозициями европейского, румынского и современного искусства), Библиотеки Брукенталя, Исторического музея, Музея естественной истории, Музея аптечного дела и Музея охоты Августа фон Шписса.
Экспозиция европейского изобразительного искусства и библиотека расположены во дворце Брукенталя на центральной площади города. В коллекции Художественной галереи около 1200 картин, в том числе работы ван Эйка, Мемлинга, ван Гойена, Йорданса, Снейдерса, Питера Брейгеля Старшего, Питера Брейгеля Младшего, Рубенса, Давида Тенирса Младшего, Бассано, да Мессины, Тициана, Веронезе, Лукаса Кранаха Старшего, а также средневековое искусство Трансильвании. В экспозиции также представлены собрание анатолийских ковров, коллекции гравюр, старинных карт, кабинет европейского и румынского рисунка. В особую экспозицию выделены 23 шедевра галереи, 19 из которых были в 1948 году изъяты в Национальный музей искусств Румынии в Бухаресте и возвращены только в 2006 году, а 4 принадлежат к числу восьми картин, похищенных из музея в 1968 году и обнаруженных в 2006 году за рубежом. В Библиотеке Брукенталя хранится около 300 тысяч экземпляров, в том числе манускрипты, 442 инкунабулы, первопечатные румынские и трансильванские книги.
Расположенная в соседнем доме экспозиция румынского искусства включает в себя в том числе работы Теодора Амана, Николае Григореску, Йона Андрееску, Теодора Паллади, Георге Петрашку, Корнелиу Бабы, а также трансильванское искусство XVIII-XIX веков.
Исторический музей находится в готическом доме Альтембергера, построенном в XVI веке и на протяжении 400 лет остававшимся резиденцией городской администрации. Его экспозиция посвящена истории города Сибиу и Южной Трансильвании с древнейших времён, а также включает в себя нумизматические коллекции и сокровищницу. Музей естественной истории, основанный в 1895 году Трансильванским обществом естественных наук, содержит палеонтологические и минералогические коллекции, а также экспозиции по живой природе мира, что составляет в сумме около миллиона экспонатов. Музей аптечного дела находится в историческом здании одной из старейших в Европе аптек, построенном в 1569 году, и реконструирует атмосферу средневековой аптеки. В коллекции музея около 6 тысяч старинных медицинских инструментов. Музей охоты находится на вилле Августа фон Шписса, начальника придворной охоты румынского короля Фердинанда I. В его коллекции хранятся многочисленные охотничьи трофеи Шписса из разных стран, обширная коллекция оружия, создана также экспозиция, посвящённая Шписсу.